# Bildungssystem in Island

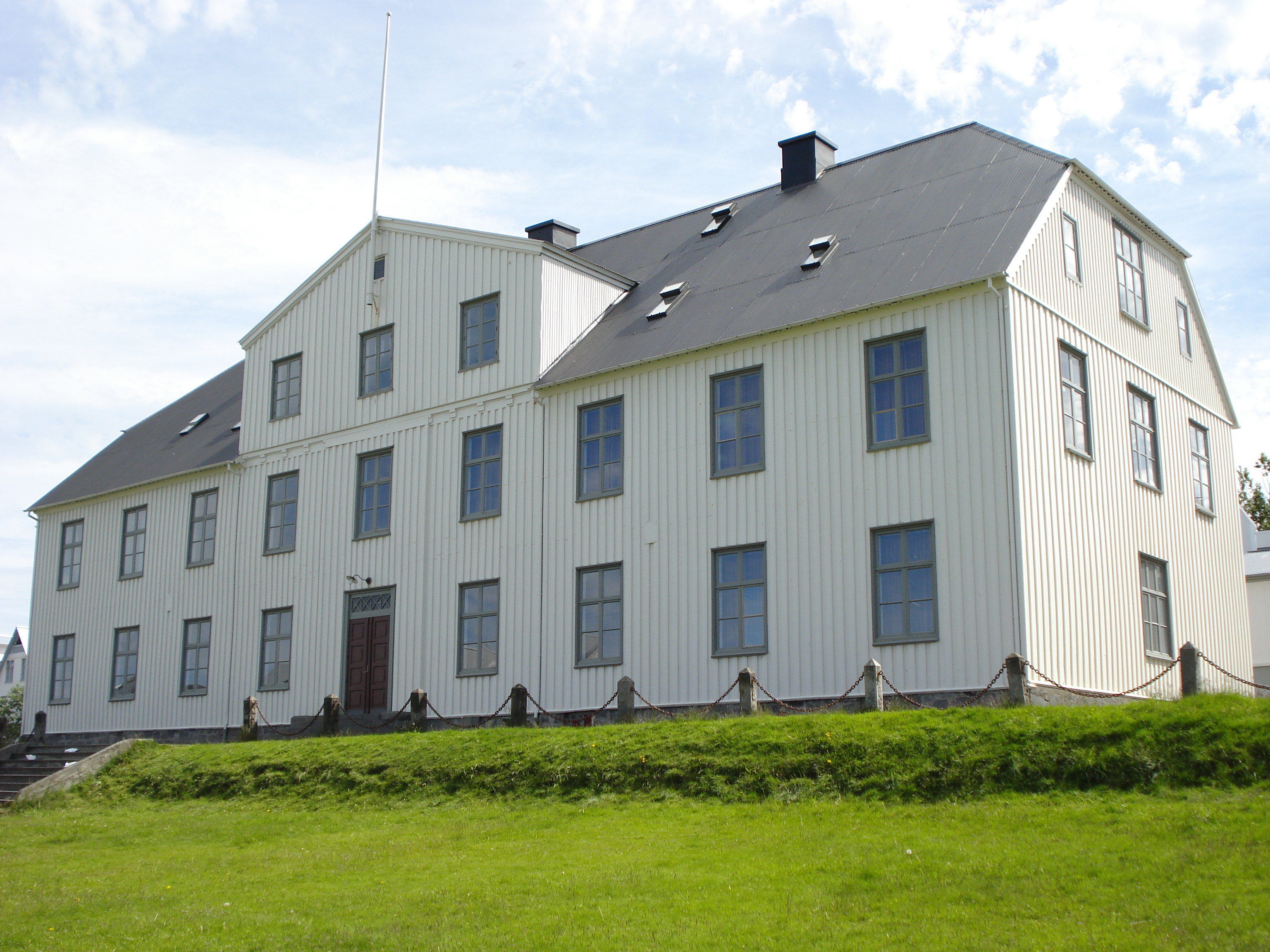
Menntaskólinn í Reykjavík, zurückgehend auf die mittelalterliche Domschule des Landes (1056)

Das Bildungssystem in Island ist in vier Stufen unterschieden und somit  dem anderer westlicher Länder vergleichbar.
Das isländische Ministerium für Bildung und Kinderbelange (Mennta- og barnamálaráðuneytið) ist für die Schulen und die Lehrplangestaltung verantwortlich. Für die Wissenschaft gibt es ein eigenes Ministerium für höhere Bildung, Wissenschaft und Innovation. Die verschiedenen Schularten und die Universitäten sind zu vernetztem Arbeiten aufgefordert.
Bei den meisten isländischen Schulen handelt es sich um staatliche Schulen, es gibt relativ wenige Privatschulen: so die 1896 gegründete Landakotsskóli. Bei der katholischen Landakotskirkja besteht die einzige konfessionelle Schule.
Es gibt keinen Religionsunterricht durch den Staat.

## Schulsystem

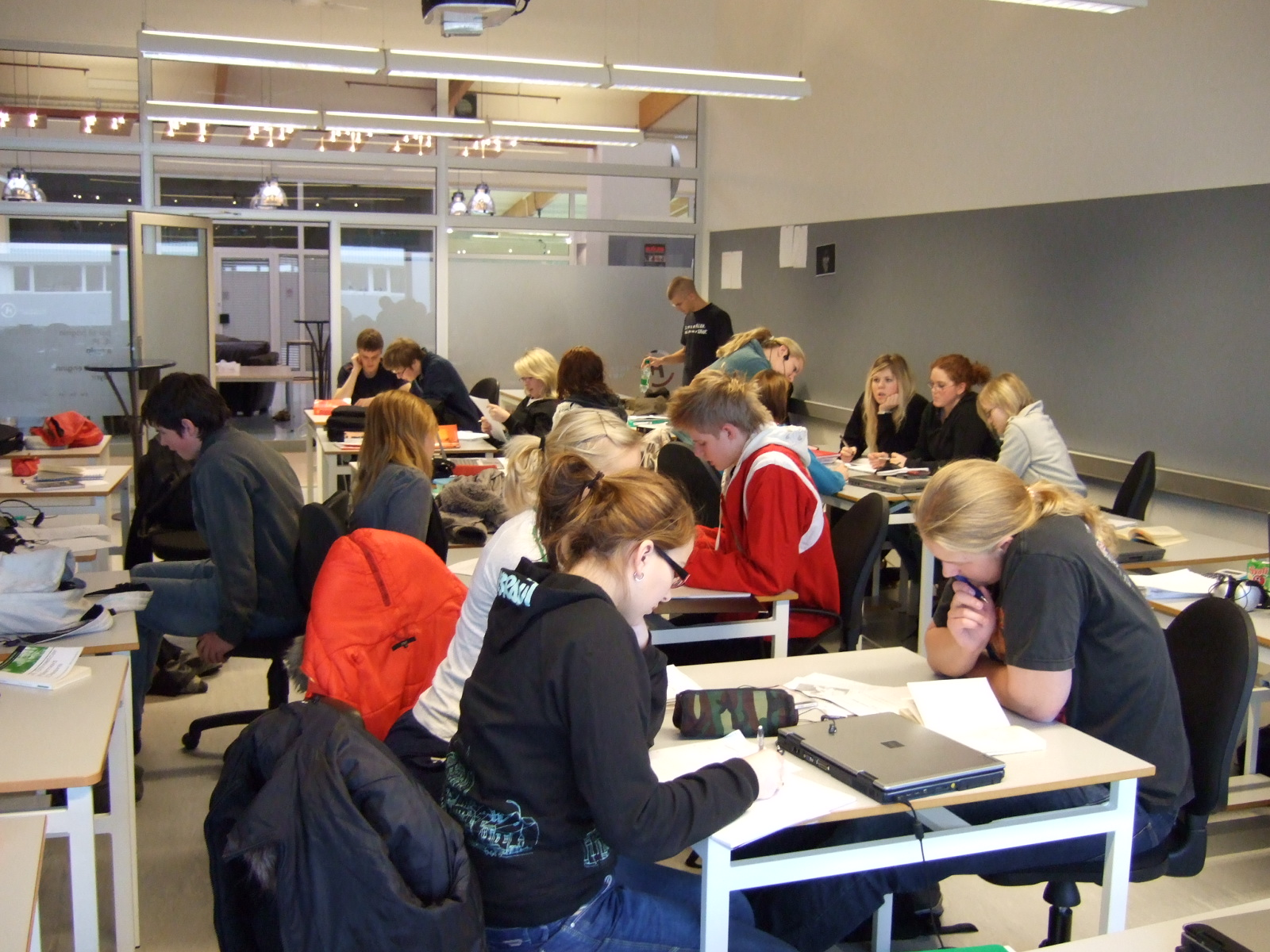
Unterricht in der Menntaskóli Hraðbraut

### Schulpflicht
Die Schulpflicht besteht von 6 Jahren (eigentlich vom vollendeten 5. Lebensjahr) an bis zum Alter von 16 Jahren (Vollendung der 10. Klasse). Allerdings sind Ausnahmen möglich, sowohl frühere als auch spätere Einschulung auf Wunsch der Eltern, ebenso wie ein früherer Eintritt ins Berufsleben nach der 9. Klasse, wobei allerdings die 10. Klasse nachgeholt werden muss, eventuell unter Anrechnung der Berufserfahrung.

### Schularten

#### Leikskóli
Die drei in Deutschland getrennten Bereiche von Krippe, Kindergarten und Vorschule sind im Allgemeinen unter einem Dach als leikskóli (Plural leikskólar) zusammengefasst.
Gemäß den Gesetzen in Island stehen diese Schulen den Kindern unterhalb des schulpflichtigen Alters offen. Für sie besteht ein Rahmenlehrplan (isländisch aðalnámskrá), den allerdings die einzelne Schule mit Detailinhalten füllen kann.

#### Grunnskóli

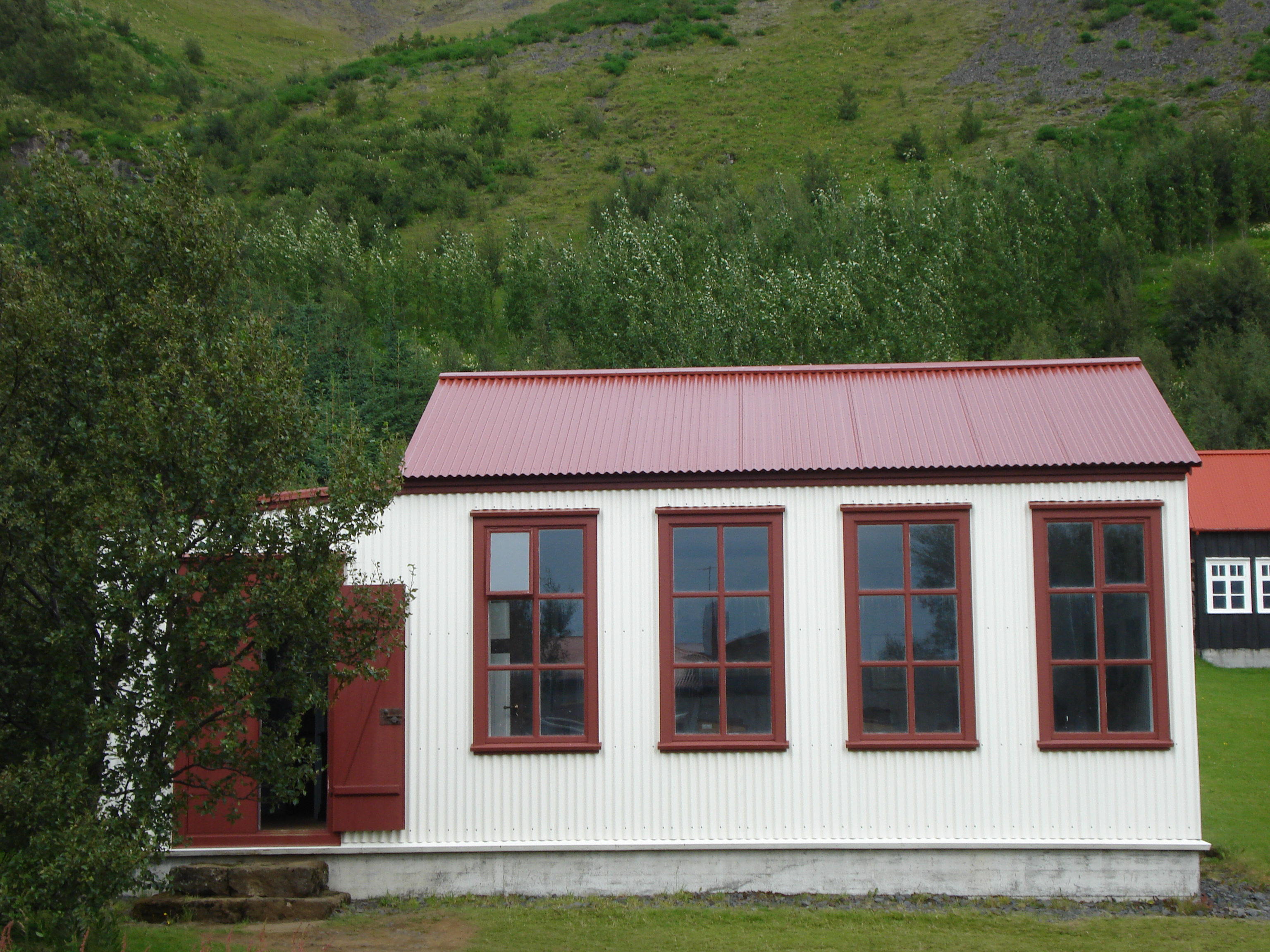
Ehemalige Grundschule (Barnaskóli) im Freilichtmuseum von Skógar

Alle Kinder vom begonnenen 6. bis zum vollendeten 16. Lebensjahr sind verpflichtet, die Grunnskóli zu absolvieren. Es handelt sich hier um eine Gesamtschule, die die Klassen 1 bis 10 umfasst.
Für diese Schulart existiert ein verbindlicher Lehrplan (isländisch námskrá).

#### Framhaldsskóli
Nach der Grunnskóli verzweigen sich die möglichen Ausbildungswege.
Die höhere Schule in Island heißt Framhaldsskóli. Um das allgemeine Abitur (isländisch stúdentspróf) zu absolvieren, muss man eine Menntaskóli besuchen. Diese entspricht in etwa der Oberstufe des deutschen Gymnasiums und umfasst normalerweise vier Klassen, in einigen Versuchsmodellen auch schon drei. Die Fjölbrautaskóli hingegen entspricht in etwa den deutschen Fach- oder Berufsoberschulen.

## Hochschulsystem
Island verfügt über vier öffentliche und drei private Hochschulen. Die Hochschulen sind autonom.
Die älteste und bedeutendste Universität ist die 1911 gegründete Universität Island (isländisch Háskóli Íslands).

## Geschichte des Bildungssystems

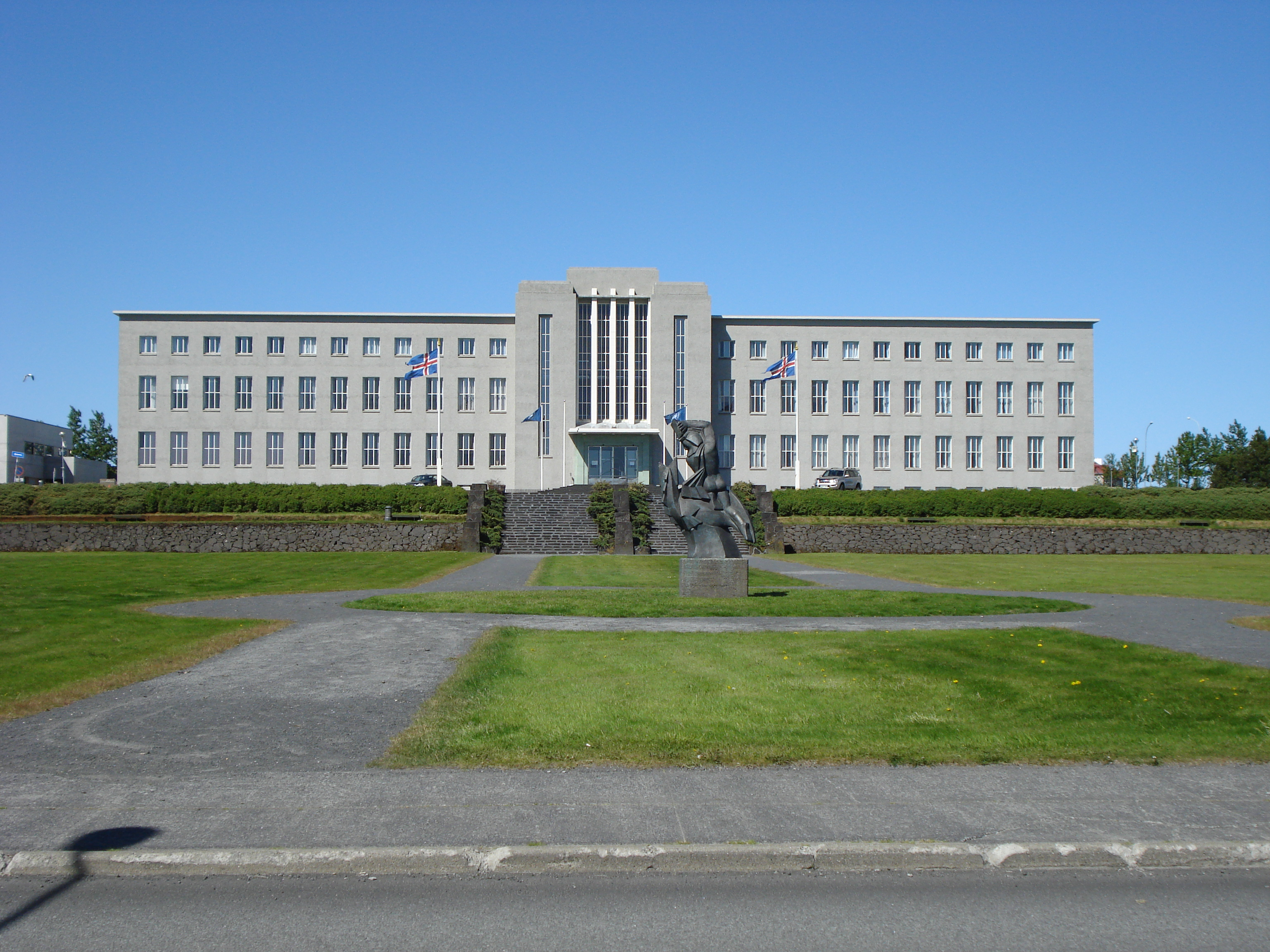
Hauptgebäude der Háskóli Íslands

Die Schulen des Mittelalters befanden sich wie auch in anderen Ländern bei Klöstern, berühmten Pfarrhöfen und Bischofssitzen wie Hólar, Skálholt, Oddi, Haukadalur, Kirkjubæjarklaustur.
Die älteste belegte Schulgründung ist verknüpft mit der des Bischofssitzes in Skálholt im Jahre 1056. Dies ist das älteste Gymnasium von Island und wurde 1786 wegen häufiger Erdbeben nach Reykjavík verlegt, dann nochmals 1805 nach Bessastaðir. Seit 1846 befindet sich die Schule am selben Ort im Zentrum von Reykjavík und trägt seither den Namen Menntaskólinn í Reykjavík. Zu den berühmten Schülern gehören der einzige Nobelpreisträger Islands (Literatur 1955) Halldor Laxness und der färoische Medizinnobelpreisträger (1903) Niels Ryberg Finsen.
Die älteste Hochschule des Landes ist die 1911 gegründete Universität Island (Háskóli Íslands). Bei ihrer Gründung wurden drei höhere Schulen vereinigt, Prestaskólinn, Læknaskólinn und Lagaskólinn, die jeweils die klassischen Disziplinen Theologie, Medizin und Recht lehrten. Als vierte Fakultät kam danach die geisteswissenschaftliche hinzu. Der erste Rektor war Björn Magnússon Ólsen, Professor der Philologie.
Bis ins 20. Jahrhundert war es auf dem Land üblich, dass den Kindern die Grundkompetenzen Lesen, Schreiben und Rechnen von den Eltern beigebracht wurden. Im Winter wurden die Kinder auf einem größeren Hof gemeinsam von Lehrern in weniger alltäglichen Fächern wie Biologie, Erdkunde und Geschichte unterrichtet.